# ラングランズ双対
数学の一分野である表現論では、簡約代数群 G のラングランズ双対 (Langlands dual) LG （また、G の L-群 とも言う）は、G の表現論を制御する群である。G を体 k 上の群とすると、LG は k の絶対ガロア群の複素リー群 (complex Lie group) による拡大である。また、L-群のヴェイユ形式と呼ばれる変形もあり、そこではガロア群はヴェイユ群に置き換わる。ラングランズ双対群も、L-群と呼ばれることもある。ここの文字 L は L-函数の理論、特に保型形式の L-函数の理論との関係を示している。
L-群はロバート・ラングランズ (Robert Langlands) のラングランズ予想で、重要な要素として使われている。これを使い、k が大域体のとき、保型形式が群 G の中で函手的 (functorial) を持つことを詳細に記述することができる。正確には、保型形式と表現が函手的であるという G に対してではなく、LG に対してである。このことは多くの現象で意味をもっている。例えば、ひとつの群から別のより大きな群への（保型）形式のリフティング(lifting)や、体の拡大の後にも同型であるような群は保型表現に関係しているという一般的な事実がある。

## 分離的な閉体の定義
分離的な閉体 K 上の簡約代数群から、簡約代数群のルートデータ(root datum) (X*, Δ, X*, Δv) を構成することができ、そこでは、X* は極大トーラスの指標の格子である双対格子 X* （一径数部分群で与えられる）であり、Δ はルート、 Δv はコルートである。K 上の連結簡約代数群は、ルートデータにより（同型を除き）一意に決定される。ルートデータは群の中心を決定するので、ディンキン図形より少し多い情報を持っている。
任意のルートデータ (X*, Δ,X*, Δv) に対し、双対ルートデータ (X*, Δv,X*, Δ) を一径数部分群を持つ指標を取り替え、ルートとコルートを取り替えることにより定義できる。 
G が代数的閉体 K 上の連結簡約代数群であれば、ラングランズ双対群 LG は複素連結簡約群で、そのルートデータは G のルートデータの双対である。
例: ラングランズ双対群 LG は G と同じディンキン図形を持つ。ただし、タイプ Bn の成分はタイプ Cn の成分と互いに入れ替える。G が自明な中心を持つと、LG は単純連結で、G が単純連結であれば、LG は自明な中心を持つ。GLn(K) のラングランズ双対群は、GLn(C) である。

## より一般的な体上の定義
G を分離閉包 K を持つある体 k 上の簡約群とする。K 上 G はルートデータを持っていて、ガロア群 Gal(K/k) の作用がある。L-群の恒等元の連結成分 LGo は、双対ルートデータに対応する連結複素簡約群であり、ガロア群 Gal(K/k) の作用が誘導される。L-群 LG は、ガロア群の連結成分の半直積
{\displaystyle {}^{L}G={}^{L}G_{o}\times {\text{Gal}}(K/k)}
である。
L-群の定義には以下のように定義されることもある：
- 絶対ガロア群 Gal(K/k) に代わり、G が分離するような有限拡大のガロア群を使うこともできる。対応する半直積は、有限個の成分しか持たない複素リー群である。
- k を局所体、大域体、有限体とすると、k の絶対ガロア群を使う代わりに、絶対ヴェイユ群を使うこともできる。ヴェイユ群はガロア群への自然な写像を持ち、従ってルートデータ上へも作用する。対応する半直積を L-群のヴェイユ形式と呼ぶ。
- 有限群上の代数群 G に対し、ドリーニュ (Deligne) とルスティック (Lusztig) は、異なる双対群を導入した。前に述べたように、G は有限体の絶対ガロア群の作用をもつルートデータを与える。従って、双対群 G* は、ガロア群の誘導作用を持つ層ついルートデータに付帯する有限体上の簡約代数群である。（この双対群は有限体上に定義され、一方、ラングランズ双対群は複素数上に定義される。）

## 応用
ラングランズ予想は、非常に大まかには、G が局所体、あるいは大域体上の簡約代数群であれば、G の「良い」表現とガロア群（ヴェイユ群）から G のラングランズ双対群への準同型との間に対応が存在するという予想である。この予想のもう少し一般的な予想としては、ラングランズ函手性(Langlands functoriality)であり、ラングランズ函手性とは、大まかには言うと、（よい振る舞いをする）ラングランズ双対群との準同型が与えられると、対応する群の「よい」表現の間に写像が誘導されるはずであるという性質である。
この理論を明らかとするために、L-群の L-準同型の概念を他方でも定義せねばならない。すなわち、L-群は圏を構成していなければいけなく、従って、函手性が意味を持つ。複素リー群上の定義は期待通りであるが、L-準同型はヴェイユ群の上でなければならない。